# Argusowate
Argusowate (Scatophagidae) – rodzina ryb okoniokształtnych. Spotykane w hodowlach akwariowych.

## Zasięg występowania
Strefy przybrzeżne Oceanu Indyjskiego, zachodniej części Oceanu Spokojnego oraz przyległych mórz, spotykane również w estuariach i w przybrzeżnych zbiornikach wód słodkich.

## Cechy charakterystyczne
- ciało wysokie, bocznie spłaszczone
- płetwa grzbietowa głęboko wcięta
- osiągają rozmiary do 35 cm

## Klasyfikacja
Rodzaje zaliczane do tej rodziny:
Scatophagus — Selenotoca